# Gliese 581 f
Gliese 581 f sau Gl 581 f este o planetă extrasolară care se rotește în jurul stelei Gliese 581 din constelația Balanța, aflată la 20 a-l de planeta noastră.